# 139
Glej tudi: število 139
139 (CXXXIX) je bilo navadno leto, ki se je po julijanskem koledarju začelo na sredo.

## Dogodki
- 1. januar

## Smrti
- - Čang Heng, kitajski matematik, astronom, učenjak, geograf, izumitelj, umetnik, pesnik (* 78)